# 이현웅 (축구 선수)
이현웅(李鉉雄, 1988년 4월 27일 ~ )은 대한민국의 축구 선수이다.

## 축구인 경력
2010 K리그 드래프트를 통해 대전 시티즌에 입단하였다. 데뷔 첫 시즌 24경기에 출전하며 좋은 활약을 펼쳤으나 2011 시즌에는 시즌 초반 부상을 당하여 5경기 출전에 그쳤다. 2012 시즌 후, 수원 삼성으로 이적하였다.
2014 시즌 중, 팀 동료 조동건, 곽광선과 함께 상무에 입대하여, 2016 시즌을 앞두고 전역하여 팀에 복귀하였다.
팀에 복귀를 하였으나 기회를 잡지 못하였고 시즌중에 타이 리그 사뭇 사콘 시티 파워로 이적하였다.
2017시즌 경남 FC로 이적했으나 시즌 중 안성빈과 맞임대되어 FC 안양 소속이 되었다.

## 수상

### 클럽

#### 상주 상무, 경남 FC
- K리그 챌린지
  - 우승 1회 : 2015
  - 우승 1회:  2017